# Per Egon Johansson
Per-Egon Lewi Johansson, född 19 april 1951 i Fresta församling i Stockholms län, är en svensk politiker (kristdemokrat) och företagare. 

## Biografi
Johansson är uppvuxen i Halmstad. Han är son till Egon Johansson och Liljen Pethrus samt dotterson till pingströrelsens ledare och Kristdemokraternas grundare Lewi Pethrus.
Johansson var ombudsman för Kristdemokraterna i Stockholm 1976-1978, informationschef på KDS på riksplanet[när?] följt av tjänsten som partisekreterare för partiet 1978-1985. I uppgiften som partisekreterare var Johansson med i tillkomsten av den tekniska valsamverkan mellan Kristdemokraterna och Centerpartiet som kallades Centern. Det ledde fram till att Alf Svensson, som ensam ledamot från Kristdemokraterna, kom in i riksdagen 1985-1988. Denna samverkan fick statsminister Olof Palme att anklaga Johansson och de andra ingenjörerna till förslaget för att "fiffla med grundlagen". 
1985 sökte sig Johansson ut i näringslivet. Han arbetade inom IT-branschen och den finansiella marknaden, men var hela tiden politiskt aktiv på lokalplanet. Åren 1991-1994, när KD kom in i riksdagen och ingick i regeringen Bildt, var Johansson statssekreterare hos Mats Odell på Kommunikationsdepartementet.
Efter tiden som statssekreterare blev Johansson 1995 VD för Bilprovningen, en befattning han fick lämna våren 2000 sedan han och styrelsen inte kunde komma överens om inriktning och strategi för företaget. När Johansson var ordförande för kommunrevisionen i Järfälla gjordes en utvärdering av skolverksamheten i kommunen. Detta gav Johansson idén att skapa företaget International Swedish School AB och  2006 grunda Raoul Wallenbergskolan.